# 이이 나오아키

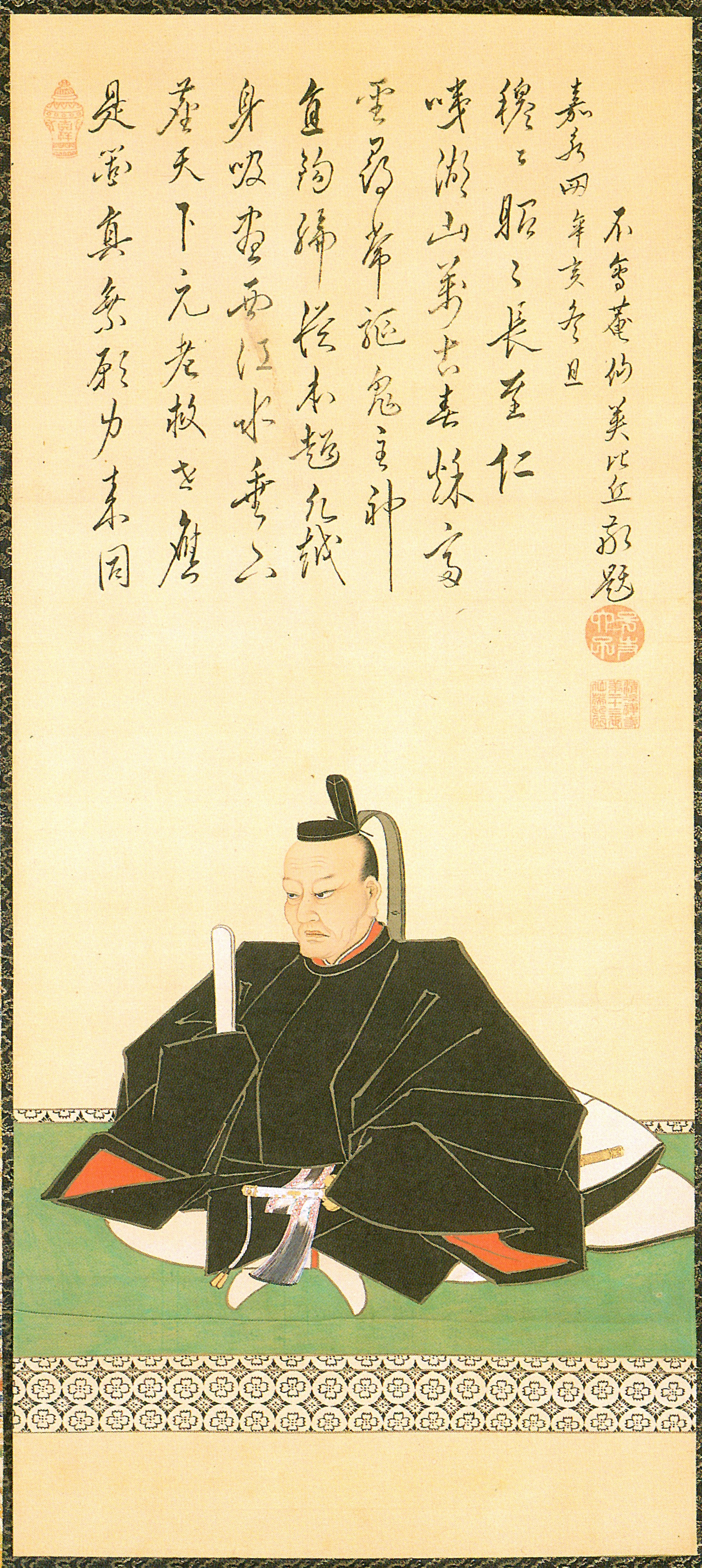
이이 나오아키

이이 나오아키(井伊直亮)는 에도 시대 후기의 다이묘이다. 에도 막부의 다이로이다. 이이 나오스케(井伊直弼)의 형이자 양부이다.
| 전임 이이 나오나카 | 제14대 히코네번 번주 (이이 가문) 1812년 ~ 1850년 | 후임 이이 나오스케 |